# Sing For You
Sing For You – czwarty minialbum grupy EXO, wydany 10 grudnia 2015 roku przez wytwórnię SM Entertainment. Ukazał się w dwóch wersjach językowych: edycji koreańskiej i mandaryńskiej. Minialbum promowała  piosenka o tym samym tytule.
Sing For You ustanowił rekord najszybciej sprzedającego się albumu (według rankingu Hanteo), dopóki nie został wyprzedzony przez trzeci studyjny album EXO EX’ACT wydany w czerwcu 2016 roku.

## Promocja
10 grudnia 2015 roku, wkrótce po wydaniu minialbumu, w Lotte World, w Seulu, odbył się showcase promujący album przed 1,5 tys. widzami. Showcase był transmitowany na żywo za pomocą aplikacji mobilnej V, a potem ustanowił rekord jako najczęściej oglądany na żywo stream na aplikacji.
Singel Lightsaber promował film Gwiezdne wojny: Przebudzenie Mocy przed jego koreańską premierą.

## Lista utworów
| CD (wer. kor.)  |                                                      |                               |                                                        |      |
| Nr              | Tytuł                                                | Słowa                         | Muzyka                                                 | Czas |
| 1.              | "Bulgongpyeonghae (Unfair)" (kor. 불공평해 (Unfair)) | Deanfluenza                   | Deanfluenza, Beat & Keys                               | 3:02 |
| 2.              | "Sing For You"                                       | Kenzie                        | Matthew Tishler, Felicia Barton, Aaron Benward, Kenzie | 3:55 |
| 3.              | "Girl x Friend"                                      | Je Yi-kyu, Seo-lim, Ji Ye-won | LDN Noise, Adrian Mckinnon, Tay Jasper, Shaun          | 3:42 |
| 4.              | "Baljagug (On the snow)" (kor. 발자국 (On the snow)) | Ryu Da-som                    | LDN Noise, Andrew Choi, Ylva Dimberg                   | 3:23 |
| 5.              | "Lightsaber" (bonus)                                 | Chanyeol, MQ, Jung Ju-hee     | LDN Noise, Adrian Mckinnon                             | 3:05 |
| CD (wer. chiń.) |                                                      |                               |                                                        |      |
| Nr              | Tytuł                                                | Słowa                         | Kompozycja                                             | Czas |
| 1.              | "Piānxīn (Unfair)" (chn. 偏心 (Unfair))              | Deanfluenza                   | Deanfluenza, Beat & Keys                               | 3:02 |
| 2.              | "Sing For You" (chn. 爲你而唱 Wèi nǐ ér chàng)       | Kenzie                        | Matthew Tishler, Felicia Barton, Aaron Benward, Kenzie | 3:55 |
| 3.              | "Girl x Friend" (chn. 女 x 友 Nǚ x yǒu)              | Je Yi-kyu, Seo-lim, Ji Ye-won | LDN Noise, Adrian Mckinnon, Tay Jasper, Shaun          | 3:42 |
| 4.              | "Jiǎoyìn (On the snow)" (kor. 脚印 (On the snow))    | Ryu Da-som                    | LDN Noise, Andrew Choi, Ylva Dimberg                   | 3:23 |
| 5.              | "Lightsaber" (chn. 光劍 Guāng jiàn; bonus)           | Chanyeol, MQ, Jung Ju-hee     | LDN Noise, Adrian Mckinnon                             | 3:05 |

## Notowania
| South Korean Gaon Weekly Albums Chart | 1  | 1  |
| Gaon Monthly Albums Chart             | 1  | 1  |
| Gaon Yearly Albums Chart (2015)       | 2  | 2  |
| Oricon Weekly Albums Chart            | 6  | 12 |
| Oricon Monthly Albums Chart           | 26 | 44 |

## Sprzedaż
| Korea Południowa | 318 698 | 176 239 |
| Japonia          | 20 773  | 8923    |